# Vaire-sous-Corbie
Pour les articles homonymes, voir Corbie (homonymie).
Vaire-sous-Corbie est une commune française située dans le département de la Somme, en région Hauts-de-France.

## Géographie

### Localisation

#### Communes limitrophes
| Corbie  | Vaux-sur-Somme    | Sailly-le-Sec    |
| Hamelet | Vaire-sous-Corbie | Le Hamel         |
| Hamelet | Lamotte-Warfusée  | Lamotte-Warfusée |

### Nature du sol et du sous-sol
Le sol et le sous-sol de la commune de Vaire-sous-Corbie sont de nature tertiaire et quaternaire. La vallée est composée d'alluvions sur une couche calcaire et tourbeuse. Sur les pentes, le terrain du crétacé est recouvert d'une mince couche de terre végétale. Le plateau est composé d'une argile compacte et caillouteuse. Au sud du bois de Vaire, le sol est recouvert de limon des plateaux.

### Relief, paysage, végétation
Le relief de la commune est celui d'une plaine alluviale dans vallée de la Somme au nord et d'un plateau sur le reste du territoire. L'altitude oscille de 38 m dans la vallée à 104 m au bois de Vaire.
Le bois de Vaire d'une superficie de 31,02 ha s'étend également sur le territoire de la commune du Hamel. Il est répertorié en tant que Zone naturelle d'intérêt écologique, faunistique et floristique (Znieff) continentale de type 1 sous le numéro : 22 0013 997. Il constitue un des rares espaces boisé du Santerre qui a conservé un intérêt biologique certain. Le peuplement forestier est composé de chênes, de charmes, de frênes, de taillis de tilleuls à petites feuilles, d'ormes et de ronciers dans les clairières.
Le bois a fait l'objet d'études géologiques, c'est un site de référence en micropaléontologie.
Les espèces floristiques remarquables sont :
- la scille à deux feuilles (Scilla bifolia), espèce assez rare en Picardie dont la présence sur le site est menacée par l'extension de la carrière ;
- le conopode dénudé (Conopodium majus), espèce atlantique rare en Picardie ;
- la néottie nid-d'oiseau (Neottia nidus-avis), espèce assez rare en Picardie.

Pour la faune, on a constaté la présence de la Noctuelle silène (Conistra rubiginosa).
Malheureusement, l'exploitation d'une carrière, les épandages d'engrais et de produits phytosanitaires dégradent la végétation des lisières forestières, la flore a tendance à se banaliser.

### Hydrographie

#### Réseau hydrographique
La commune est située dans le bassin Artois-Picardie. Elle est drainée par la Somme canalisée et un autre petit cours d'eau.
Le nord de la commune est traversé par le canal de la Somme. Construit entre 1770 et 1827, et mis au gabarit Freycinet en 1880, il est long 170 km. Il débute à Saint-Simon où il touche au canal de Saint-Quentin et débouche dans la baie de Somme.
Au nord-est du village, se trouvent huit hectares d'étangs dans le marais.

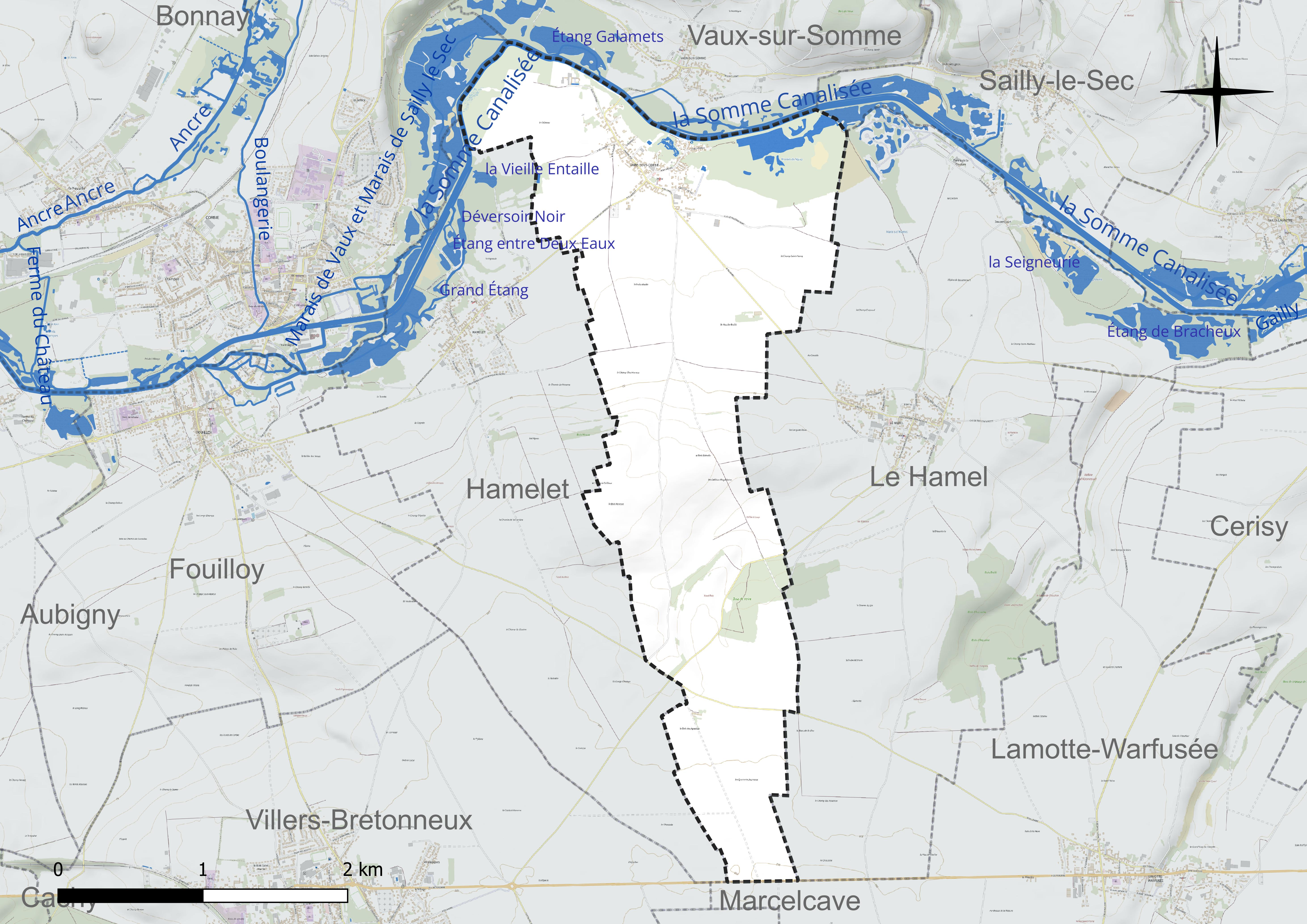
Réseau hydrographique de Vaire-sous-Corbie.

#### Gestion et qualité des eaux
Le territoire communal est couvert par le schéma d'aménagement et de gestion des eaux (SAGE) « Haute Somme ». Ce document de planification concerne un territoire de 1 798 km2 de superficie, délimité par le bassin versant de la Haute Somme est constitué d'un réseau hydrographique complexe de cours d'eau, de marais, d'étangs et de canaux. Le périmètre a été arrêté le 21 avril 2006 et le SAGE proprement dit a été approuvé le 15 juin 2017. La structure porteuse de l'élaboration et de la mise en œuvre est le syndicat mixte d'aménagement hydraulique du bassin versant de la Somme (AMEVA).
La qualité des cours d'eau peut être consultée sur un site dédié géré par les agences de l'eau et l'Agence française pour la biodiversité.

### Climat
Pour des articles plus généraux, voir Climat des Hauts-de-France et Climat de la Somme.
En 2010, le climat de la commune est de type climat océanique dégradé des plaines du Centre et du Nord, selon une étude du CNRS s'appuyant sur une série de données couvrant la période 1971-2000. En 2020, Météo-France publie une typologie des climats de la France métropolitaine dans laquelle la commune est exposée à un climat océanique et est dans la région climatique Nord-est du bassin Parisien, caractérisée par un ensoleillement médiocre, une pluviométrie moyenne régulièrement répartie au cours de l'année et un hiver froid (3 °C).
Pour la période 1971-2000, la température annuelle moyenne est de 10,6 °C, avec une amplitude thermique annuelle de 14 °C. Le cumul annuel moyen de précipitations est de 684 mm, avec 11 jours de précipitations en janvier et 8,5 jours en juillet. Pour la période 1991-2020, la température moyenne annuelle observée sur la station météorologique la plus proche, située sur la commune de Glisy à 11 km à vol d'oiseau, est de 11,1 °C et le cumul annuel moyen de précipitations est de 646,6 mm,. Pour l'avenir, les paramètres climatiques de la commune estimés pour 2050 selon différents scénarios d'émission de gaz à effet de serre sont consultables sur un site dédié publié par Météo-France en novembre 2022.

## Géographie humaine

### Occupation des sols
L'occupation des sols de la commune, telle qu'elle ressort de la base de données européenne d'occupation biophysique des sols Corine Land Cover (CLC), est marquée par l'importance des territoires agricoles (85,8 % en 2018), une proportion identique à celle de 1990 (85,8 %). La répartition détaillée en 2018 est la suivante : 
terres arables (81,3 %), forêts (8,1 %), zones urbanisées (3,9 %), zones agricoles hétérogènes (2,4 %), prairies (2,2 %), eaux continentales (2,2 %). L'évolution de l'occupation des sols de la commune et de ses infrastructures peut être observée sur les différentes représentations cartographiques du territoire : la carte de Cassini (XVIIIe siècle), la carte d'état-major (1820-1866) et les cartes ou photos aériennes de l'IGN pour la période actuelle (1950 à aujourd'hui).

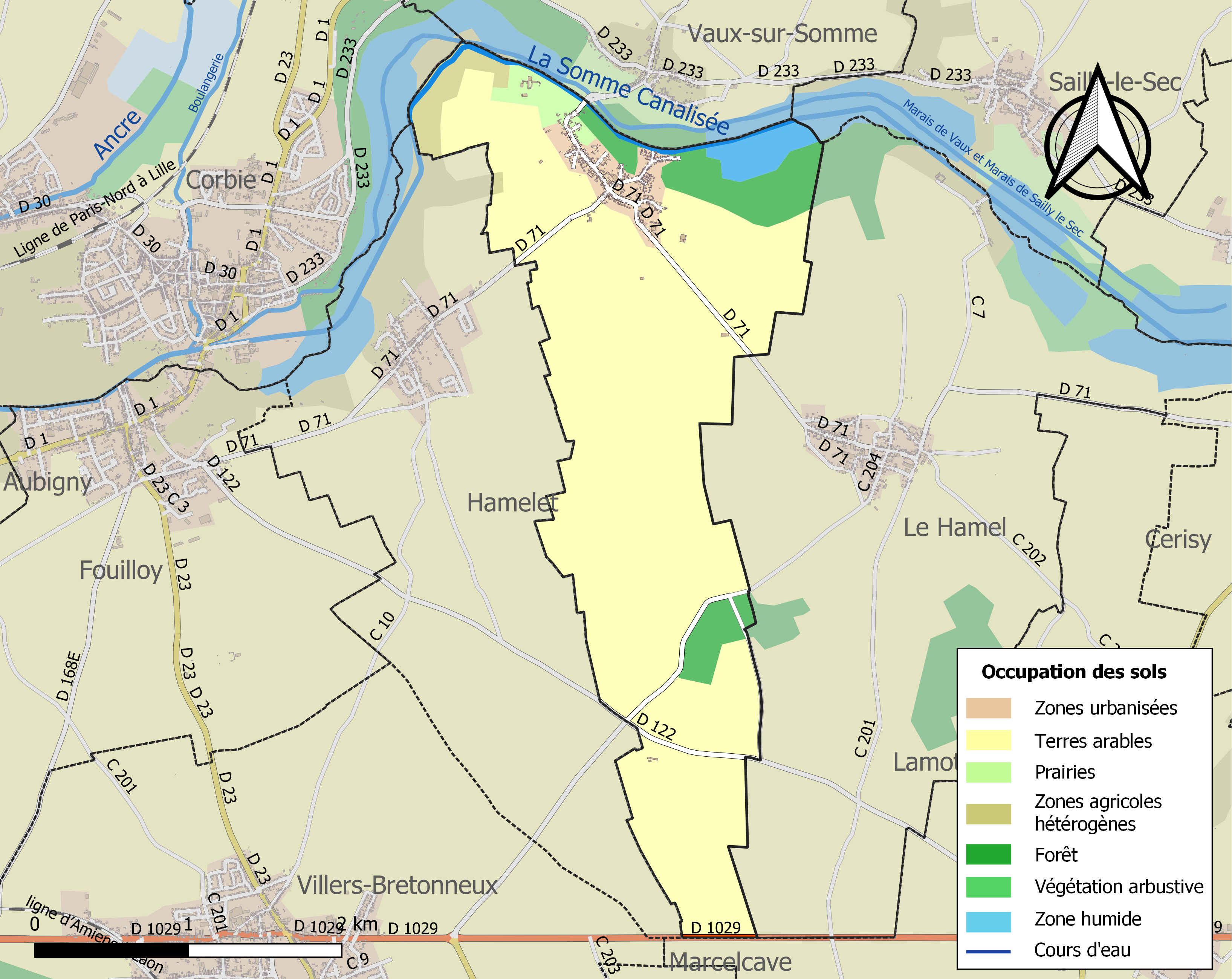
Carte des infrastructures et de l'occupation des sols de la commune en 2018 (CLC).

## Urbanisme

### Typologie
Au 1er janvier 2024, Vaire-sous-Corbie est catégorisée petite ville, selon la nouvelle grille communale de densité à sept niveaux définie par l'Insee en 2022.
Elle est située hors unité urbaine. Par ailleurs la commune fait partie de l'aire d'attraction d'Amiens, dont elle est une commune de la couronne,. Cette aire, qui regroupe 369 communes, est catégorisée dans les aires de 200 000 à moins de 700 000 habitants,.

### Habitat
La commune présente un habitat groupé.

## Toponymie
On trouve, dans les textes anciens, plusieurs formes pour désigner Vaire-sous-Corbie : Vers (1140), Vers-sous-Corbie (1239), Vair-sous-Corbie (1676), Vaire (1757), Vaire-sous-Corbie (1771).
Pluriel de l'oïl vern « aune ». De la forme simple verno signalant un arbre isolé (point de repère pour un carrefour, un gué ou servant de repaire à un établissement rural, etc.).
Vaire est au sud-est de Corbie, de l'ancien nom de la rivière l'Ancre : Corbiea amnis (la rivière de Corbie). Cette rivière est désignée par le terme Fluvum Corbeia en 1188.

## Histoire
Aucun document ne nous est parvenu prouvant l'existence d'une occupation humaine du site de Vaire-sous-Corbie pendant l'Antiquité.
En 1219, Étienne de Vaire détint son fief de l'abbé de Corbie.
En 1322, il existait une église à Vaire.
En 1522, le seigneur de Vaire, de Boffles, participa à la rédaction des coutumes d'Amiens.
En 1636, le village fut ravagé pendant le siège de Corbie. Le comte de Soissons fut chargé de la défense du passage de la Somme à Vaire avec 600 chevaux et 2 000 fantassins. Après le siège, les habitants furent exemptés des droits de champart et de terrage.
À la Révolution française, les biens que l'abbaye de Corbie détenait à Vaire furent vendus comme bien national. Pendant la Terreur, le curé du village Rochon dut se cacher.
En 1814-1815, des Cosaques séjournèrent dans la commune.
En 1870-1871, la commune subit l'occupation prussienne durant deux mois et dut verser 2 000 francs de réquisitions et d'indemnités de guerre. 22 jeunes gens de la commune combattirent, six furent faits prisonniers, un fut blessé.
À la fin du XIXe siècle, la bonneterie employait 20 hommes et 40 femmes à la fabrication de bas, caleçons et gilets de chasse.

## Politique et administration
| Période                                  | Période                       | Identité            | Étiquette | Qualité                        |
| ---------------------------------------- | ----------------------------- | ------------------- | --------- | ------------------------------ |
| Les données manquantes sont à compléter. |                               |                     |           |                                |
| mars 2001                                | 2008                          | Pierre Lévêque      |           |                                |
| mars 2008                                | 2014                          | Valérie Noungui     |           |                                |
| 2014                                     | En cours (au 2 décembre 2020) | Daniel Van Den Hove |           | Réélu pour le mandat 2020-2026 |

## Population et société

### Démographie
L'évolution du nombre d'habitants est connue à travers les recensements de la population effectués dans la commune depuis 1793. Pour les communes de moins de 10 000 habitants, une enquête de recensement portant sur toute la population est réalisée tous les cinq ans, les populations de référence des années intermédiaires étant quant à elles estimées par interpolation ou extrapolation. Pour la commune, le premier recensement exhaustif entrant dans le cadre du nouveau dispositif a été réalisé en 2008.

En 2022, la commune comptait 289 habitants, en évolution de +1,76 % par rapport à 2016 (Somme : −1,26 %, France hors Mayotte : +2,11 %).
| 1793 | 1800 | 1806 | 1821 | 1831 | 1836 | 1841 | 1846 | 1851 |
| ---- | ---- | ---- | ---- | ---- | ---- | ---- | ---- | ---- |
| 384  | 405  | 435  | 507  | 550  | 574  | 600  | 642  | 660  |

| 1856 | 1861 | 1866 | 1872 | 1876 | 1881 | 1886 | 1891 | 1896 |
| ---- | ---- | ---- | ---- | ---- | ---- | ---- | ---- | ---- |
| 660  | 633  | 581  | 543  | 558  | 522  | 526  | 502  | 465  |

| 1901 | 1906 | 1911 | 1921 | 1926 | 1931 | 1936 | 1946 | 1954 |
| ---- | ---- | ---- | ---- | ---- | ---- | ---- | ---- | ---- |
| 415  | 384  | 373  | 260  | 257  | 227  | 208  | 194  | 193  |

| 1962 | 1968 | 1975 | 1982 | 1990 | 1999 | 2006 | 2008 | 2013 |
| ---- | ---- | ---- | ---- | ---- | ---- | ---- | ---- | ---- |
| 184  | 187  | 189  | 194  | 232  | 263  | 262  | 262  | 283  |

| 2018 | 2022 | - | - | - | - | - | - | - |
| ---- | ---- | - | - | - | - | - | - | - |
| 291  | 289  | - | - | - | - | - | - | - |

### Enseignement
Pour l'année 2016-2017, l'école locale compte 23 élèves. Elle est située en zone B, dans l'académie d'Amiens.
Les enfants relevant de l'enseignement primaire sont scolarisés dans le cadre du regroupement pédagogique intercommunal (RPI) de Vaux-sur-Somme, Vaire-sous-Corbie, Hamelet et Le Hamel. Pour l'année scolaire 2024-2025, le RPI compte 128 élèves pour six classes.

## Économie

### Activités économiques et de services
L'activité dominante de la commune reste l'agriculture.

## Culture locale et patrimoine

### Lieux et monuments
- Église Saint-Germain-l'Auxerrois (XXe siècle).

- Terrain de jeu de boules à la plume.
- Chapelle funéraire près du cimetière. Les armoiries de la famille Genet de Chatenay figurent sur le fronton. Des travaux de rénovation sont effectués en 1999[29].
- château, propriété privée (1822).

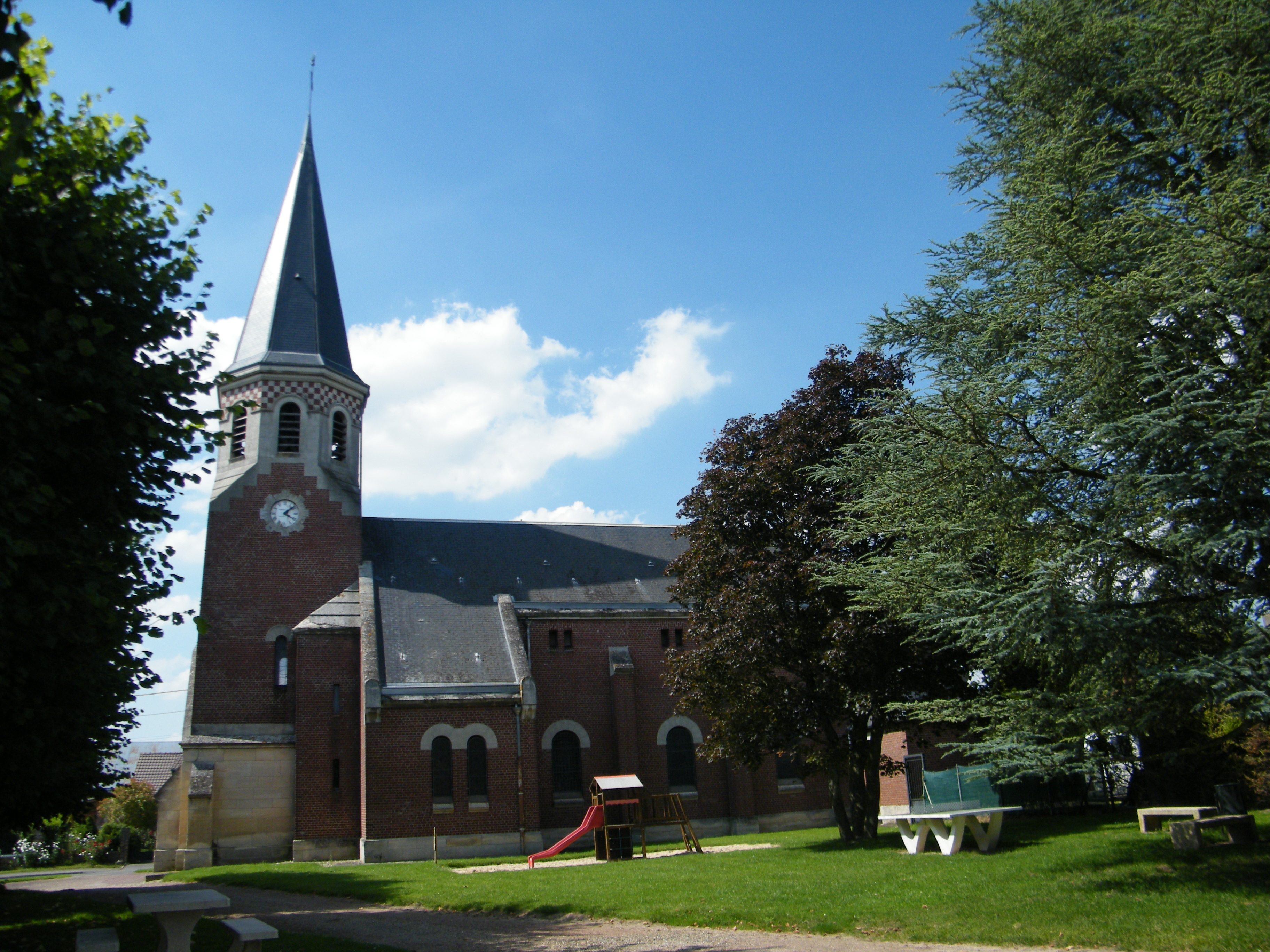
Saint-Germain-l'Auxerrois.
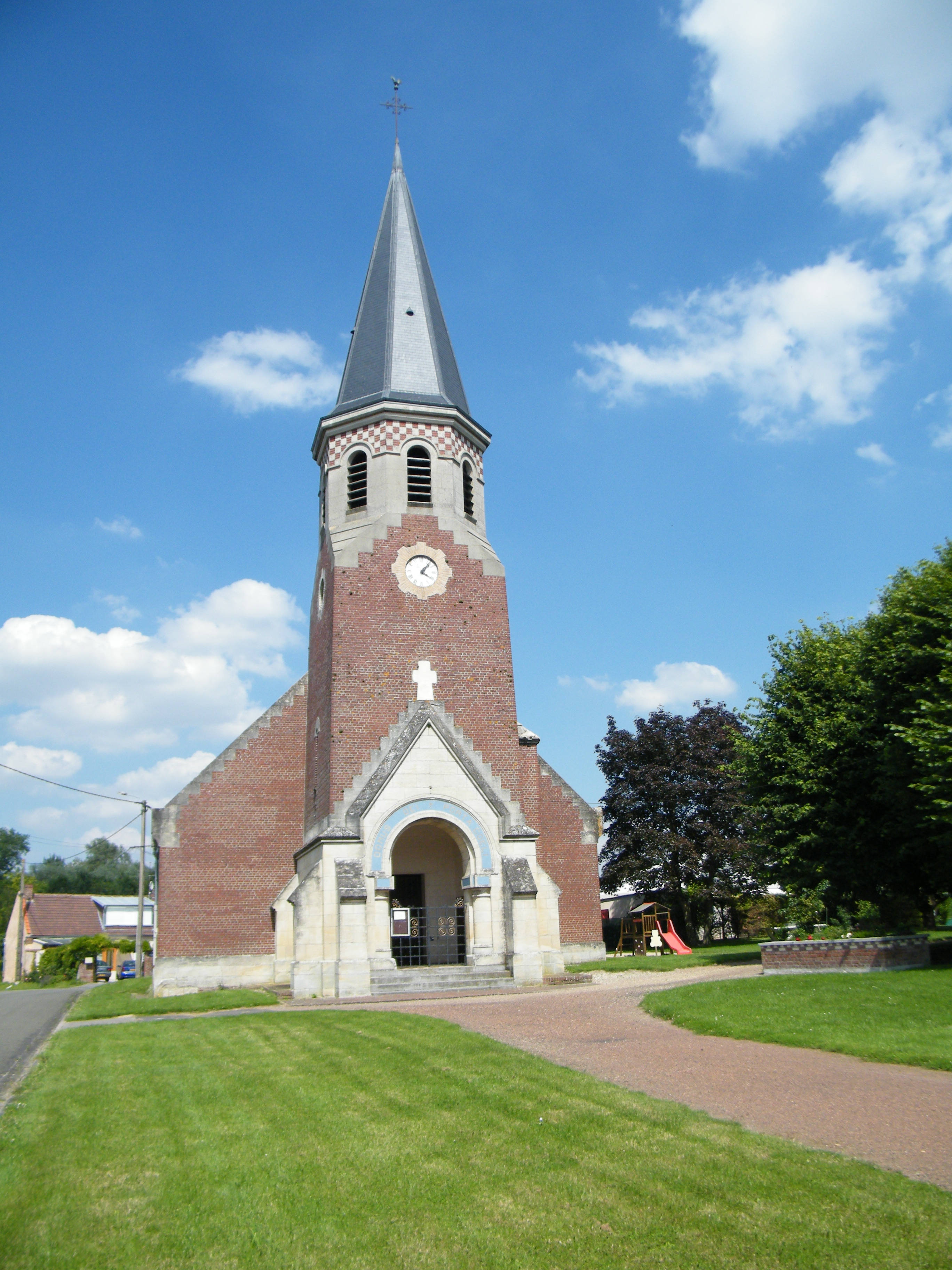
Clocher de Saint-Germain.
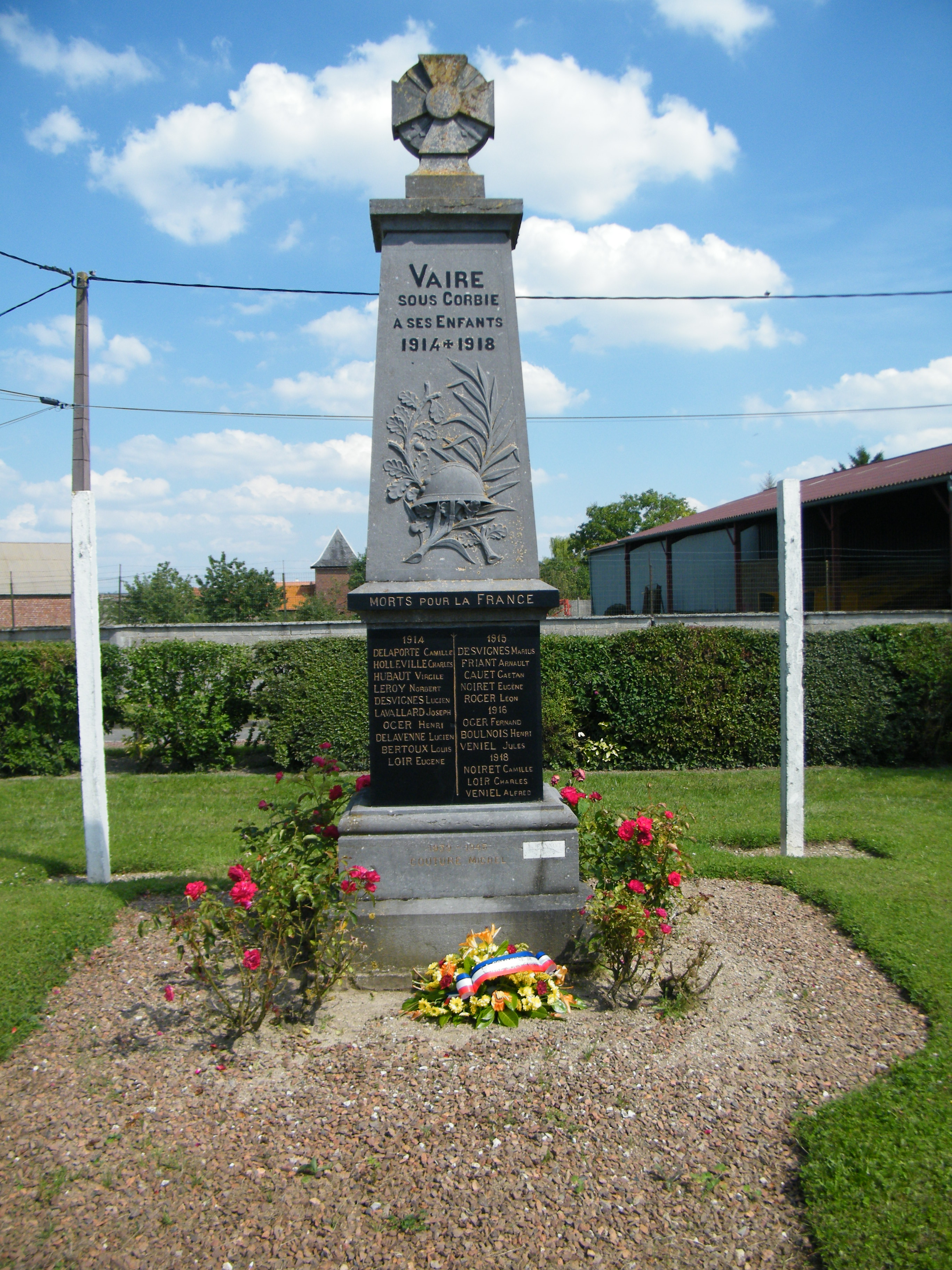
Monument aux morts.
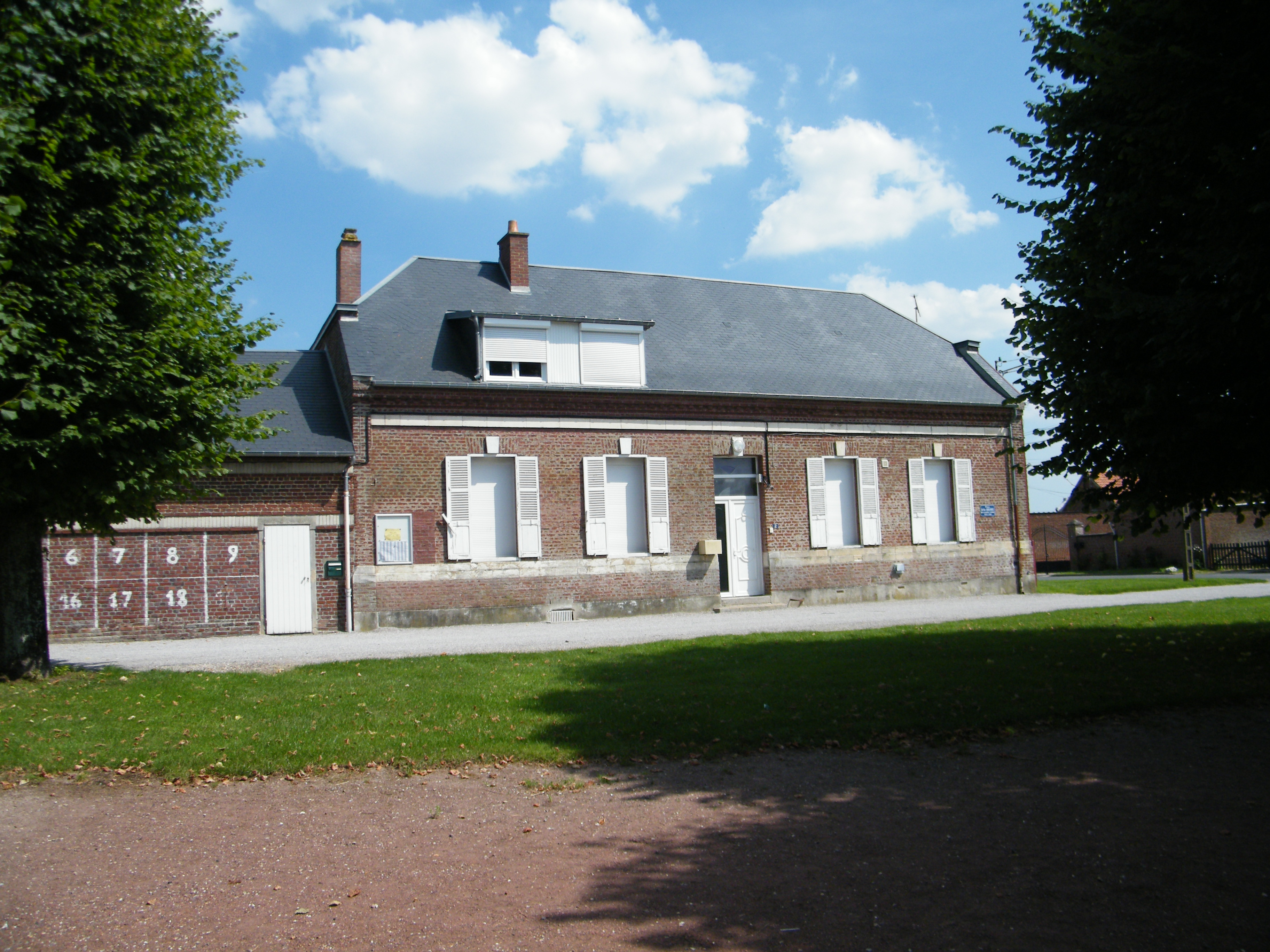
École.
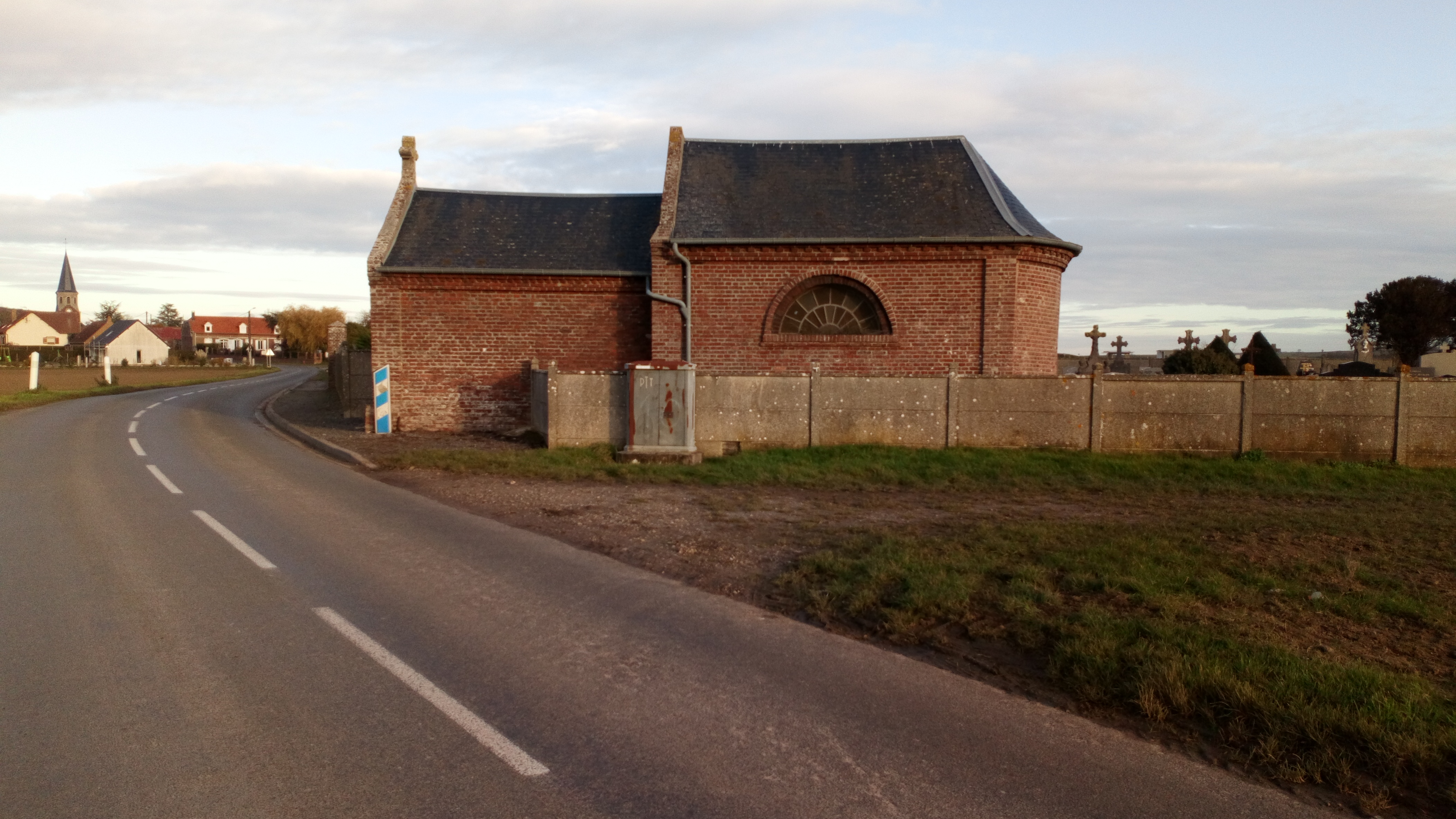
Chapelle Genet de Chatenay.

### Héraldique
| Blason de Vaire-sous-Corbie | Blason  | De sinople à deux bandes d'or, à l'écusson de gueules à la croix endentée d'argent brochant en abîme ; au chef d'or chargé de trois corbeaux de sable. |
| Blason de Vaire-sous-Corbie | Détails | Armes de la famille de Boffles, qui posséda la seigneurie de Vaire de 1550 à 1621, auxquelles fut ajouté un écusson aux armes de la famille d'Estourmel, qui en fut seigneur jusqu'en 1719. Enfin, le chef reprend les corbeaux des armes parlantes de l'abbaye de Corbie, qui détenait le domaine de Vaire avant d'en inféoder une partie avant le XIVe siècle. Création Jacques Dulphy, adoptée le 15 janvier 2021. |

## Pour approfondir